# Квана Паркер
Квана Паркер (на језику Команча kwana – значи мирис; 1845 – 20. фебруар 1911) био је ратни вођа Квахадија, групе Команчи Индијанаца.
Био је син поглавице Квахадија Пете Наконе и Синтије Ен Паркер, англоамериканке која је била отета са девет година и асимилована у Накона племе. Био је један од водећих личности Рата на Црвеној реци, где се сукобљавао са пуковником Раналдом С. Макензијем. Како би спречио изумирање Команча, Квана Паркер се предао и мирно предводио Квахадије у резерват Форт Сил у Оклахоми.
Квана Паркер никада није био изабран за поглавицу од стране свог народа, али је био именован за главног поглавицу Команча од старне Федералне владе. Постао је први изасланик југозападних аутохтоних Американаца у законодавној власти Сједињених Држава. Стекао је богаство као ранчер, бавећи се сточарством у близини града Кеша у Оклахоми. Био је заговорник Староседелачке америчке цркве, и залагао се за коришћење биљке пејоте (peyote) током верских обреда. Био је изабран за заменика шерифа 1902. године у Лоутауну. Након његове смрти титтула главног поглавице више није била никоме додељена, тако је он остао запамћен као последњи поглавица Команча. 

## Порекло
Кванина мајка, Синтија Ен Паркер била је белкиња, која је око 1836. године отета током напада Команча на Форт Паркер. Врло брзо је прихватила живот и обичаје Комача, а касније се удала за ратног поглавицу Квахадија, Пету Накону. Запамћена је као ''бела скво''. Имали су троје деце Квану, Пекоса (Кикирики) и ћерку Топсану (Преријски цвет). Током битке на реци Пиз, 1860. Године, Синтију Ен Паркер и њену ћерку Топсану заробили су амерички војници. Сматра се да је у овој бици Пета Накона био убијен, док су Квана и његов брат успели да побегну на коњима. Али је Квана ову причу негирао, говорећи да су он и његов брат са оцем били миљама далеко од те битке, и да је Пета Накона умро неколико година касније од болести изазване рањавањем у борби против Апача. Синтија Ен Паркер и Топсана су одведене у кућу њеног брата. После 24 године проведене са Команчима, Синтија Ен Паркер је одбила да одбаци језик и културу Команча и да се врати белачкој култури. Топсана је умрла 1863. Године од болести. Синтија Ен Паркер је умрла  у марту 1871. Године тако што се изгладњивала до смрти.

## Каријера
Након смрти Пете Наконе, бригу о Квани и његовом брату преузео је поглавица Нокона, Коњска Леђа. Подучавао их је како да постану Команча ратници, и већ тада се Квана издвојио као вешт ратник и почео да стиче углед међу Команчима. Направвио је и своју групу ратника, састављену од Квахадија и ратника из других племена. Почетком седамдесетих отпочела је борба Кајова, Каманча и Чајена за очување земље од америчке војске. У то време Квана се спријатељио са Исатаием, који је био врач. Њих двојица су окупили ратнике који ће ићи у нападе на Тексас, како би осветили убијене рођаке. Међутим друге поглавице Команча, Бели Вук, Звук Сунца поглавица Јампарика и Велико Црвено Месо поглавица Нокона, сматрали су да су трговци бизонима права претња за њихов начин живота и да треба њих напасти, а не америчку војску. Тако је Квана са својом дружином од 250 ратника, која је била одушевљена тврдњама Исатаиа како ће их његовви заштитни лекови, заштитити од непријатељских метака, кренула у напад на трговачку испоставу у Адоби Волсу. 
Напад се претворио у повлачење ратника, а сам Квана је био рањен од рикошета. Рана није била смртоносна, Квана се брзо опоравио и ратовао против војске, јер је овај њихов напад довео до рата на Црвеној реци. Одлучујућа победа војске се одиграла у кањону Поло Дуро, 28. септембра 1874. године. Тада је пуковник Макензи сравнио село Команча и убио близу 1500 коња, који су припадали Команчима и за њих представљали извор моћи и богаства. Пошто су од тог тренутка били под сталним притиском војске и без хране, Квахади Команчи су се предали војсци 1875. Године и пристали да оду у резерват у Форт Силу. Квана Паркер је помагао да се Команчи сместе у Форт Сил.
Квана Паркер се сместио у Кешу у Оклахоми, где је саградио и кућу – Звездану кућу. Ту је започело његово пријатељство са Самјуелом Барнетом. Барнет је био ранчер, који се са осталим ранчерима састао са Кајовама и Команчима, како би од њих изнајмили земљу у резрвату за испашу стоке. У почетку је Квана био против тога да се земља издаје сточарима, али врло брзо је променио мишљење и већ почетком осамдесетих година је имао своје стадо. Квана Паркер је стекао поштовање савезних власти пошто је прихватио обичаје белаца и постао успешан ранчер у Оклахоми. У то време су се развило пријатељство између Кванине и Барнетове породице.
Председник Теодор Рузвелт посетио је априла 1905. године Квану у Звезданој кући. Ишли су заједно у лов на вукове у близини Фредерика у Оклахоми. Том приликом расправљали су о озбиљним питањима. Квана паркер је желео да племе задржи власништво над земљом у резервату, коју је влада планирала да прода колонистима. Такође, затражио је помоћ у борби против незапослености његовог народа, а касније је добио писмо од председника у коме му израћава забринутост због тог питања.
Био је један од први битних вођа Староседелачке америчке религије, која се залагала за употребу биљке пејоте у религијске сврхе. 
Квана Паркер је глумео у неколико немих филмова, укључујући Пљачкаша банке (1908).
Иако је хваљен од многих у племену због очувања племенске културе, многи Команчи су га критиковали. Многи су сматрали да се ''продао белом човеку'' зато што се прилагодио њиховој култури и постао ранчер. Сматрали  су да се облачи и живи више као неки Евро-американци, ного Команчи, иако је увек носио дугу косу и плетенице. У прилог томе иде чињеница да иако се прилагодио америчкој култури није желео да се подвргне америчком закону о моногамији, већ је живео са више жена.

## Породица и смрт
Квана Паркер се женио осам пута и имао је 25 деце, од којих су нека била усвојена. Његова прва жена се вратила свом племену, неколико година након удаје, док је са седам осталих живео у Звезданој кући. Звездана кућа је била изграђена на два спрата, где је свака од седам жена са децом имала своју собу. Кванине одаје су се налазиле у приземљу куће. У његовој соби поред кревета налазила се фотографија његове мајке Синтије Ен и сестре Топсане.  По доласку у резерват Квана је ступио у контакт и са породицом своје мајке. Умро је у својој кући 1911. године. Првобитно је био сахрањен на гробљу у близини Кеша у Оклахоми. Касније 1957. Године његови остаци су заједно са остацима његове мајке и сестре премештени сахрањени на гробљу у Форт Силу. На његовом надгробном споменику пише:
        Овде почива до освита
           И доласка сенки
           И нестанка таме
           Квана Паркер, последњи поглавица Команча.